# توجارمة
توجارمة هو شخصية تُذكر في النصوص الدينية اليهودية والمسيحية، وتحديداً في الكتاب المقدس. يُذكر توجارمة كأحد أبناء يافث، وهو من أبناء نوح. وفقاً للتقليد الكتابي، يُعتبر يافث جدًّا للعديد من الشعوب التي سكنت مناطق أوروبا وآسيا بعد الطوفان.
تُعتبر ذريّة توجارمة أحياناً مرتبطة بالشعوب التي سكنت منطقة الأناضول (تركيا الحالية) أو بعض المناطق القريبة منها، وتُربط أحياناً مع بعض القبائل التركية أو القوقازية.